# Nahrungsentzug
Als Nahrungsentzug bezeichnet man das absichtliche Vorenthalten von Nahrung eines anderen Menschen aufgrund verschiedener Motive, sodass dieser hungert oder verhungert.

## Nahrungsentzug als Folter bzw. Strafe
Schon im Mittelalter wurden Verbrecher zur Strafe in den so genannten Hungerturm gesperrt, wo sie langsam und qualvoll umkamen. Auch die Inquisition benutzte den Hunger als Druckmittel für erzwungene Geständnisse. In früheren Zeiten wurden Verbrecher zum Tod durch Verhungern verurteilt.
In den Gefängnissen vieler Diktaturen wurden (und werden) Gefangene durch den Entzug von Nahrung und damit durch Hunger gefügig gemacht, um sie danach besser indoktrinieren zu können. Aussagen wurden teilweise durch permanenten Hunger erpresst.
Besonders in den Konzentrationslagern in der Zeit des Nationalsozialismus sowie im sowjetischen Gulag unter Stalin wurden den Strafgefangenen vorsätzlich und systematisch unzureichende Essensrationen erteilt. Der ständige Hunger, zusammen mit der harten körperlichen Zwangsarbeit, schwächte die Gefangenen und machte sie anfällig für verschiedene Krankheiten. Millionen Strafgefangene starben daran.

## Folgen
Bekommt ein Mensch keine Nahrung mehr, nutzt sein Körper erstmal alle verfügbaren Reserven, zunächst werden die Fettzellen abgebaut, dann die Muskelzellen. Gleichzeitig verliert der Körper Wasser, sodass das Körpergewicht um etwa ein Kilogramm pro Tag abnimmt. Es kann zu Herzrhythmusstörungen kommen. Sind alle Körperreserven aufgebraucht, kann der Körper den Eiweißmangel nicht mehr kompensieren und es bilden sich Hungerödeme. Nach etwa 30 Tagen bzw. wenn ein normalgewichtiger Mensch etwa 40 % seiner Körpergewichts verloren hat, besteht akute Lebensgefahr.